# Waddy Kuehl
Ray Otto Kuehl (* 12. Februar 1893 in Davenport, Iowa; † 24. Juli 1967 in  Venice, Florida) war ein US-amerikanischer American-Football-Spieler. Er spielte als Runningback unter anderem bei den Rock Island Independents und den Dayton Triangles in der National Football League (NFL).

## Spielerlaufbahn
Waddy Kuehl besuchte in seiner Heimatstadt die High School und studierte nach seinem Schulabschluss an der Saint Ambrose University. Ab 1912 spielte er für verschiedene lokale Footballmannschaften American Football. Im Jahr 1918 wurde er von Walter Flanigan, dem Besitzer der Rock Island Independents, unter Vertrag genommen. Flanigan war einer der Mitbegründer der American Professional Football Association (APFA), die zwei Jahre später in NFL umbenannt wurde. Kuehl spielte 1920 unter Head Coach Rube Ursella mit den Independents, bei denen unter anderem auch das spätere Mitglied in der Pro Football Hall of Fame Ed Healey unter Vertrag stand, in der APFA. Die Mannschaft aus Rock Island, Illinois belegte nach der Saison den vierten Tabellenplatz. Im Jahr 1921 wechselte Kuehl zu den Buffalo All-Americans, um sich im selben Jahr den Detroit Tigers anzuschließen. 1922 kehrte er nach Buffalo zurück, um im Jahr 1923 erneut bei den Independents anzuheuern. Nach einem letzten Spieljahr bei den Dayton Triangles beendete Kuehl 1924 seine Laufbahn.